# Футболист года в Швеции
Золотой мяч (швед. Guldbollen) — награда, ежегодно вручаемая шведской газетой «Aftonbladet» и Шведским футбольным союзом лучшему, по их мнению, шведскому футболисту года. Учреждён в 1946 году.